# Lil Reese
Lil Reese, pseudonimo di Tavares Taylor (Chicago, 6 gennaio 1993), è un rapper statunitense.

## Biografia
Lil Reese ha ottenuto popolarità grazie a una collaborazione nel brano "I Don't Like" di Chief Keef, attirando il pubblico grazie i suoi video musicali, tra cui "Us" e "Beef". È stato notato dal produttore No I.D., che aveva prodotto album per artisti come Common, Kanye West e altri, che ha portato Lil Reese a sottoscrivere un contratto con l'etichetta hip-hop Def Jam.
Nel novembre 2012 ha pubblicato un remix per la sua canzone "Us" con Rick Ross e Drake in seguito apparso sul mixtape di Rick Ross The Black Bar Mitzvah. Lil Reese ha anche creato molte canzoni con produttori musicali emergenti, come Young Chop. Nel gennaio 2013 ha pubblicato un remix per la sua canzone "Traffic" con Young Jeezy e Twista. Il 2 settembre 2013 ha pubblicato il suo secondo mixtape solista Supa Savage, con apparizioni come ospiti di Chief Keef, Lil Durk, Fredo Santana e Waka Flocka Flame.

## Problemi legali
Nel maggio 2010 si è dichiarato colpevole di furto con scasso e gli sono stati concessi due anni di libertà vigilata.
Il 24 ottobre 2012 è stato pubblicato su internet un video che mostra il cantante aggredire una donna. Il 28 aprile 2013 è stato arrestato dalla polizia di Chicago per aggressione.
Il 23 giugno 2013 è stato nuovamente arrestato a Chicago e accusato di furto di autoveicoli dopo un incidente avvenuto il 13 aprile 2013, dove non è stato in grado di fornire la prova della proprietà di una BMW 750Li.. Tuttavia l'accusa è stata successivamente ritirata. Il 13 luglio 2013 è stato nuovamente arrestato a Chicago per possesso di marijuana e violazione della libertà vigilata.
L'11 novembre 2019 è stato gravemente ferito in una sparatoria in un incrocio trafficato nell'area di Markham e Country Club Hills. Reese è stato dimesso il 18 novembre e il giorno dopo aver lasciato l'ospedale ha pubblicato la canzone "Come Outside".

## Discografia

### Mixtape
- 2012 – Don't Like
- 2013 – Supa Savage
- 2015 – Supa Savage 2
- 2016 – 300 Degrezz
- 2017 – Better Days
- 2018 – GetBackGang
- 2019 – GetBackGang 2

### EP
- 2017 – Supa Vultures (con Lil Durk)
- 2018 – Normal Backwrds